# Кукленски мавруд
Кукленски мавруд е червен хибриден винен сорт грозде, селектиран в НПК – гр. Пловдив, чрез кръстосване на сортовете Мавруд и Саперави. Утвърден е за нов сорт на 24 януари 1983 г. от НАПС на НРБ.
Къснозреещ сорт, неустойчив към оидиум и устойчив на сиво гниене. Лозите се отличават със среден растеж.
Гроздовете са едри, конични, крилати, със средна плътност. Зърната са средни, закръглени, тъмносини, покрити с гъст восъчен налеп. Кожицата е дебела и твърда. месото е сочно и сладко (до 24 % захарност).
Сортовите вина се отличават с високо алкохолно съдържание – 11.5 – 13.6 об.%, пивкост и плътен цвят.